# 코자쿠라 에츠코
코자쿠라 에츠코(일본어: 小桜 エツコ, 1971년 2월 22일 ~ )는 일본의 여성 성우이다. 본명은 도몬 쿠미(土門 久美).

## 출연작
- GO-GO 다마고치! - 워치링
- Starry☆Sky after summer - 카나쿠보 시라베
- 강철 커뮤니케이션 - 릴리스
- 포켓몬스터 애니메이션 시리즈
  - 포켓몬스터 DP - 팽도리
  - 포켓몬스터 XY&Z - 지미의 피카츄(톤가리)
  - 극장판 포켓몬스터 : 너로 정했다! - 팽도리
  - 포켓몬스터W - 미사키의 팽도리
- 극장판 프리큐어 미라클 유니버스! - 피톤
- 개구리 중사 케로로 - 타마마
- 공전마도사 후보생의 교관 - 피요쨩(가루다)
- 구슬동자 - 블루봉
- 나의 히어로 아카데미아 - 리커버리 걸
- 누라리횬의 손자 - 낫토 코조[1]
- 다마고치! - 안칫치
- 다마고치! 미라클 프렌즈 - 워치링
- 도키메키 메모리얼 Girl's Side 2nd Kiss - 오노다 치요미
- 디지몬 어드벤처 - 피노키몬
- 디지캐럿 - 미케캐럿
- 드라갈리아 로스트 - 마르티무스
- 로망레느 - 사쥬
- 미래일기 - 미야시로 오린
- 미르모 퐁퐁퐁 - 미르모
- 보노보노 쿠모모나무의 이야기 - 포포군
- 빈곤자매 이야기 - 에치고야 긴코
- 사이버 보츠 - 데빌로트
- 사쿠라 대전 시리즈 - 코쿠리코
- 소닉 더 헤지혹 시리즈 - 오모차오
- 소닉 X - 코스모
- 신비의 세계 엘하자드 - 아레레 레레라일
- 아따맘마 - 이시다 유리(신여울)
- 아즈키쨩 - 노야마 다이즈(나장군/전가람)
- 여주인님은 초등학생! - 스즈키
- 요괴워치 - 지바냥, 무사냥, 사토리짱, 세이오칸 , 주니어 (요괴워치),네코마타, 모모
- 일상 - 비스켓 2호
- 인조인간 키카이다 THE ANIMATION - 사루토비 에츠코
- 천지무용 - 료오키
- 체포하겠어 - 니카이도 요리코(단순미)
- 초전동로보 철인 28호 FX - 미츠세 후타바
- 치즈 스위트 홈 - 요헤이(김요랑)
- 치어남자!! - 리스지로
- 카레이도 스타 - 조나단#s-3.4
- 크레용 신짱 - 미미코
- 타임보칸 2000 괴도 키라메키맨 - 키라메일
- 팝 팀 에픽 - 포푸코(현무ver. #14 A파트)
- 팝픈 팝 - 톨레미, 로도미
- 학교괴담 - 메리
- 후르츠 바스켓(2019) - 모게타